# Danny, campió del món
Danny, campió del món (títol original: Danny, the Champion of the World) és una pel·lícula britànica de Gavin Millar estrenada l'any 1989. Ha estat doblada al català.

## Argument
Danny Smith té deu anys. Viu sol amb el seu pare, William, en el comtat de Buckingham on aquest té un petit i antic taller. Tan aviat com surt de l'escola, Danny, ja un bon mecànic, dona un cop de mà al taller. En aquest plàcid camp anglès, el pare i el fill viuen en una antiga caravana, i són feliços. Però un dia, arriba Victor Hazel. Aquest propietari d'un castell, vingut de no se sap on, vol comprar tot el comtat. Inclòs el taller de William Smith. Pel seu rebuig, aquest últim es converteix en un enemic jurat de Hazel. El castellà li posa una trampa en el bosc esperant que el mecànic hi caurà quan practiqui la caça furtiva. Una nit, Danny es desperta i comprova l'absència del seu pare. Marxa a la seva cerca, el troba i l'allibera de la trampa.

## Repartiment
- Jeremy Irons: William Smith
- Samuel Anirem: Danny Smith
- Robbie Coltrane: Victor Hazel
- Jimmy Nail: Rabbets
- William Armstrong: Springer
- Cyril Cusack: Dr. Spencer
- Lionel Jeffries: Mr Snoddy
- Andrew MacLachlan: Duke
- Jonathan Adams: Sergent Samways
- Phil Nice: el carter